# Tanjung Asri
Tanjung Asri is een bestuurslaag in het regentschap Asahan van de provincie Noord-Sumatra, Indonesië. Tanjung Asri telt 1381 inwoners (volkstelling 2010).